# Bobby McFerrin
Robert Keith McFerrin Jr., detto Bobby (New York, 11 marzo 1950), è un cantante, compositore, direttore d'orchestra jazz statunitense.
Interprete stimatissimo nell'ambito della musica jazz, McFerrin ha visto la sua fama varcare i confini degli appassionati del genere grazie al successo internazionale della sua canzone Don't Worry, Be Happy (1988). 
Appassionato portavoce della cultura musicale, Bobby McFerrin non può essere definito un semplice cantante poiché possiede l'orecchio assoluto e l'incredibile estensione vocale di quattro ottave, nonché per la componente percussionistica del suo stile vocale. Non è raro che, nei suoi concerti, improvvisi i brani, rendendo spesso partecipe il pubblico delle melodie e del concerto stesso. 

## Biografia
Nato a New York negli anni cinquanta da una famiglia di cantanti lirici, a sei anni cominciò a studiare pianoforte, e già al liceo fondò il Bobby Mack Quartet. Nel 1978 iniziò a cantare nel gruppo Astral project di New Orleans. Scoperto dal cantante Jon Hendricks, con il quale ha duettato più volte, lasciò un forte segno di sé nel 1981 al Kool Jazz Festival di New York. Grazie a questo successo entrò prima nella band del chitarrista George Benson e poi si aggregò in tournée a Herbie Hancock.
Nel 1984 incise il disco The Voice, il primo album, nella storia del jazz, per sola voce. Durante il suo percorso non convenzionale egli perseguì fedelmente il suo obiettivo di esibirsi in concerti dal vivo totalmente improvvisati, senza alcun materiale preparato. I suoi spettacoli sono difficilmente definibili come semplici concerti, perché vi è sempre una reale e costante interazione con il pubblico.
Nel 1986 vince con Cheryl Bentyne il Grammy Award for Best Vocal Arrangement for Two or More Voices e con Jon Hendricks il Grammy Award for Best Jazz Vocal Performance, Male per Another Night in Tunisia eseguita in Vocalese (album) dei The Manhattan Transfer. Nel 1987 vince il Grammy Award for Best Jazz Vocal Performance, Male per il brano 'Round Midnight della colonna sonora del film Round Midnight - A mezzanotte circa. Nel 1988 vince il Grammy Award for Best Jazz Vocal Performance, Male per il brano What Is This Thing Called Love? dell'album The Other Side of Round Midnight di Dexter Gordon e con Herbie Hancock al pianoforte.
Nel 1988, con il brano Don't Worry, Be Happy, canzone improvvisata nello studio di registrazione sovrapponendo due volte la propria voce, Bobby McFerrin raggiunse il vertice in quasi tutte le classifiche pop del mondo (prima posizione nella Billboard Hot 100, in Australia e Austria, la seconda in Svezia, Svizzera e Nuova Zelanda, la terza in Olanda e la quinta in Norvegia). La canzone fu usata da George Bush come sfondo ai suoi comizi della campagna presidenziale del 1988 sino a quando McFerrin, convinto sostenitore del Partito Democratico, non gli impose il suo stop. Nel 1989 vince il Grammy Award for Best Jazz Vocal Performance, Male per il brano Brothers dell'album Duets di Rob Wasserman.
Dieci volte vincitore del Grammy Award e all'apice della popolarità, McFerrin decise di studiare direzione d'orchestra, prendendo lezioni da Bernstein, Meier e Ozawa. Grazie all'entusiasmo e alla gioia che hanno sempre caratterizzato le sue esibizioni da solista, McFerrin ottenne successo anche nell'ambito della musica classica; nel 1990 diresse l'Orchestra Sinfonica di San Francisco, nel 1994 fu direttore creativo dell'Orchestra da Camera St. Paul e, nello stesso anno pubblicò Paper Music, una collezione di classici che rappresenta la sua prima registrazione come direttore d'orchestra. Da allora collabora frequentemente con le più grandi orchestre del mondo, tra cui la New York Philharmonic e i Wiener Philharmoniker, che nel 2003 ha diretto nel tour europeo. L'8 maggio 2007 e il 17 maggio 2010 si è esibito al Teatro alla Scala di Milano con la Filarmonica della Scala.
Degno di nota il suo contributo al Sing! Day of Song, concerto tenutosi nel 2010 alla Veltins-Arena in Germania e durante il quale lo stesso artista rese partecipe della propria performance le circa 65 000 persone del pubblico. 
Il 16 gennaio 2012 si esibì inoltre al Kennedy Center a Washington, D.C. in occasione di una cerimonia commemorativa di Martin Luther King Jr. Il concerto vide come ospiti anche il Let Freedom Ring Choir diretto dal Rev. Nolan Williams Jr. Sempre nel 2012 si tenne un evento di beneficenza ideato da Musicians without Borders e WE-ACTx con lo scopo di coinvolgere centinaia di bambini ruandesi positivi al virus HIV. In quell'occasione l'artista collaborò con il professore di musica dell'università di Berklee Joey Blake.
Le registrazioni di Bobby McFerrin hanno venduto venti milioni di copie, e le sue collaborazioni con Yo-Yo Ma, Chick Corea e Herbie Hancock lo hanno reso ambasciatore nel mondo del jazz e della musica classica.

## Discografia
- Bobby McFerrin (1982)
- The Voice (1984)
- Vocalese con The Manhattan Transfer (1985)
- Round Midnight (colonna sonora) con Herbie Hancock (1986)
- Spontaneous Inventions (1986)
- Simple Pleasures (1988) (quinta posizione nella Billboard 200 e ottava in Austria, tre dischi di platino e contiene Don't Worry, Be Happy premiata con il Grammy Award for Song of the Year, Grammy Award for Record of the Year e il Grammy Award for Best Male Pop Vocal Performance 1989)
- Don't Worry, Be Happy (album) 1988
- Bobby's Thing (1988)
- Medicine Music (1990)
- Play, (1990) Blue Note - Grammy Award for Best Jazz Vocal Album 1993 per il brano 'Round Midnight (duo con Chick Corea - Live)
- Hush (1992)
- Paper music (1995)
- The Mozart session (1996)
- Bang! Zoom (1996)
- The Blue Note Years (1996) (compilation)
- Jazz masters (1997) (compilation)
- Beyond Words (2002) - settima posizione nella Jazz Albums
- VOCAbuLarieS, EmArcy (2010) - seconda posizione nella Jazz Albums
- Rares
- Spirityouall, Masterworks - terza posizione nella Jazz Albums